# Unione Calcio Sampdoria 1966-1967
Questa voce raccoglie le informazioni riguardanti l'Unione Calcio Sampdoria nelle competizioni ufficiali della stagione 1966-1967.

## Stagione
Nella stagione 1966-1967 la Sampdoria disputò il primo campionato di Serie B della sua storia, vincendolo e ottenendo un immediato ritorno in A.

## Divise
| 1ª divisa | 2ª divisa |

## Organigramma societario
Area direttiva
- Presidente: Arnaldo Salatti

Area tecnica
- Direttore tecnico: Fulvio Bernardini
- Allenatore: Gipo Poggi

## Rosa
| N. |                   | Ruolo | Calciatore        |
| -- | ----------------- | ----- | ----------------- |
|    | Italia (bandiera) | P     | Pietro Battara    |
|    | Italia (bandiera) | P     | Enzo Matteucci    |
|    | Italia (bandiera) | D     | Giovanni Delfino  |
|    | Italia (bandiera) | D     | Enrico Dordoni    |
|    | Italia (bandiera) | D     | Luciano Monticolo |
|    | Italia (bandiera) | D     | Francesco Morini  |
|    | Italia (bandiera) | D     | Marcello Tentorio |
|    | Italia (bandiera) | D     | Guido Vincenzi    |
|    | Italia (bandiera) | C     | Mario Frustalupi  |

| N. |                   | Ruolo | Calciatore         |
| -- | ----------------- | ----- | ------------------ |
|    | Italia (bandiera) | C     | Giorgio Garbarini  |
|    | Italia (bandiera) | C     | Luciano Rigato     |
|    | Italia (bandiera) | C     | Pietro Sabatini    |
|    | Italia (bandiera) | C     | Giancarlo Salvi    |
|    | Italia (bandiera) | C     | Roberto Vieri      |
|    | Italia (bandiera) | A     | Ermanno Cristin    |
|    | Italia (bandiera) | A     | Fulvio Francesconi |
|    | Italia (bandiera) | A     | Gian Piero Ghio    |

## Risultati

### Serie B

#### Girone di andata
| Arbitro: | Toselli (Cormons) |

|  |           |                      |
|  | Marcatori | 65’, 83’ Francesconi |

| Genova 18 settembre 1966 2ª giornata | Sampdoria               | 0 – 0 | Pisa | Stadio Luigi Ferraris (6515 spett.)\| Arbitro: \| Camozzi (Ascoli Piceno) \| |
| Arbitro:                             | Camozzi (Ascoli Piceno) |       |      |                                                                              |

| Arbitro: | Sbardella (Roma) |

|           |           |           |
| Fogar 22’ | Marcatori | 14’ Salvi |

| Arbitro: | Palazzo (Palermo) |

|                                         |           |             |
| Tentorio 22’ Salvi 33’ Colla 73’ (aut.) | Marcatori | 42’ Bramati |

| Arbitro: | Carminati (Milano) |

|                    |           |                      |
| Carminati 16’, 49’ | Marcatori | 11’, 34’ Francesconi |

| Genova 16 ottobre 1966 6ª giornata | Sampdoria             | 0 – 0 | Genoa | Stadio Luigi Ferraris (25000 spett.)\| Arbitro: \| De Marchi (Pordenone) \| |
| Arbitro:                           | De Marchi (Pordenone) |       |       |                                                                             |

| Arbitro: | Sbardella (Roma) |

|                       |           |                     |
| Minto 79’ Sestili 83’ | Marcatori | 17’ Salvi 81’ Vieri |

| Arbitro: | Motta (Monza) |

|                             |           |  |
| Francesconi 63’ Cristin 73’ | Marcatori |  |

| Genova 6 novembre 1966 9ª giornata | Sampdoria        | 0 – 0 | Messina | Stadio Luigi Ferraris (10000 spett.)\| Arbitro: \| Piantoni (Terni) \| |
| Arbitro:                           | Piantoni (Terni) |       |         |                                                                        |

| Varese 13 novembre 1966 10ª giornata | Varese           | 0 – 0 | Sampdoria | Stadio Franco Ossola (16500 spett.)\| Arbitro: \| Di Tonno (Lecce) \| |
| Arbitro:                             | Di Tonno (Lecce) |       |           |                                                                       |

| Arbitro: | Bigi (Padova) |

|                                      |           |  |
| Francesconi 54’ Rigato 68’ Salvi 89’ | Marcatori |  |

| Potenza 27 novembre 1966 12ª giornata | Potenza                      | 0 – 0 | Sampdoria | Stadio Alfredo Viviani (7000 spett.)\| Arbitro: \| De Robbio (Torre Annunziata) \| |
| Arbitro:                              | De Robbio (Torre Annunziata) |       |           |                                                                                    |

| Arbitro: | Gonella (Torino) |

|           |           |  |
| Salvi 58’ | Marcatori |  |

| Arbitro: | Sbardella (Roma) |

|  |           |                 |
|  | Marcatori | 23’ Francesconi |

| Arbitro: | De Marchi (Pordenone) |

|                                |           |  |
| Francesconi 22’, 81’ Salvi 57’ | Marcatori |  |

| Arbitro: | Piantoni (Terni) |

|               |           |           |
| Santonico 13’ | Marcatori | 56’ Salvi |

| Arbitro: | Canova (Bologna) |

|              |           |  |
| Tentorio 69’ | Marcatori |  |

| Arezzo 15 gennaio 1967 18ª giornata | Arezzo          | 0 – 0 | Sampdoria | Stadio Comunale (12000 spett.)\| Arbitro: \| Acernese (Roma) \| |
| Arbitro:                            | Acernese (Roma) |       |           |                                                                 |

| Arbitro: | Motta (Monza) |

|                       |           |                     |
| Gori 51’ Colautti 87’ | Marcatori | 28’ Salvi 48’ Vieri |

#### Girone di ritorno
| Arbitro: | Vacchini (Milano) |

|                      |           |          |
| Francesconi 30’, 41’ | Marcatori | 60’ Sega |

| Arbitro: | Toselli (Cormons) |

|                                        |           |                          |
| Maestri 70’ (rig.) Vincenzi 76’ (aut.) | Marcatori | 4’ Salvi 9’, 59’ Cristin |

| Arbitro: | Giunti (Arezzo) |

|                     |           |                     |
| Tentorio 84’ (rig.) | Marcatori | 17’ Corni 54’ Fogar |

| Arbitro: | De Robbio (Torre Annunziata) |

|  |           |                           |
|  | Marcatori | 11’ Salvi 82’ Francesconi |

| Genova 5 marzo 1967 24ª giornata | Sampdoria          | 0 – 0 | Padova | Stadio Luigi Ferraris (12000 spett.)\| Arbitro: \| Fiduccia (Marsala) \| |
| Arbitro:                         | Fiduccia (Marsala) |       |        |                                                                          |

| Arbitro: | De Marchi (Pordenone) |

|            |           |  |
| Rivara 12’ | Marcatori |  |

| Arbitro: | Piantoni (Terni) |

|           |           |  |
| Salvi 17’ | Marcatori |  |

| Catania 26 marzo 1967 27ª giornata | Catania            | 0 – 0 | Sampdoria | Stadio Cibali (12000 spett.)\| Arbitro: \| Carminati (Milano) \| |
| Arbitro:                           | Carminati (Milano) |       |           |                                                                  |

| Arbitro: | Motta (Monza) |

|             |           |                                |
| Gonella 64’ | Marcatori | 33’, 85’ Vieri 44’ Francesconi |

| Arbitro: | Angonese (Mestre) |

|                          |           |  |
| Vieri 7’ Francesconi 74’ | Marcatori |  |

| Arbitro: | Toselli (Cormons) |

|  |           |           |
|  | Marcatori | 47’ Salvi |

| Arbitro: | Palazzo (Palermo) |

|              |           |  |
| Tentorio 63’ | Marcatori |  |

| Arbitro: | De Robbio (Torre Annunziata) |

|             |           |  |
| Rognoni 75’ | Marcatori |  |

| Arbitro: | Giola (Pisa) |

|                |           |  |
| Frustalupi 86’ | Marcatori |  |

| Catanzaro 21 maggio 1967 34ª giornata | Catanzaro          | 0 – 0 | Sampdoria | Stadio Militare (7000 spett.)\| Arbitro: \| Marchiori (Padova) \| |
| Arbitro:                              | Marchiori (Padova) |       |           |                                                                   |

| Arbitro: | Ghirardello (Merano) |

|                        |           |  |
| Francesconi 39’ (rig.) | Marcatori |  |

| Arbitro: | D'Agostini (Roma) |

|                    |           |                 |
| Gilardoni 42’, 46’ | Marcatori | 59’ Francesconi |

| Arbitro: | Angonese (Mestre) |

|                           |           |  |
| Francesconi 22’, 35’, 84’ | Marcatori |  |

| Arbitro: | Bianchi (Firenze) |

|                 |           |  |
| Francesconi 51’ | Marcatori |  |

### Coppa Italia
| Arbitro: | Angonese (Venezia) |

|                     |           |  |
| Tentorio 81’ (rig.) | Marcatori |  |

| Arbitro: | Gussoni (Tradate) |

|            |           |  |
| Rigato 16’ | Marcatori |  |

| Arbitro: | Vitullo (Roma) |

|                     |                      |              |
| Francesconi 64’     | Marcatori            | 67’ Bonfanti |
| Tentorio Frustalupi | Tiri di rigore 3 – 4 | Azzimonti    |

## Statistiche

### Statistiche di squadra
| Competizione | Punti | In casa | In casa | In casa | In casa | In casa | In casa | In trasferta | In trasferta | In trasferta | In trasferta | In trasferta | In trasferta | Totale | Totale | Totale | Totale | Totale | Totale | DR  |
| Competizione | Punti | G       | V       | N       | P       | Gf      | Gs      | G            | V            | N            | P            | Gf           | Gs           | G      | V      | N      | P      | Gf     | Gs     | DR  |
| ------------ | ----- | ------- | ------- | ------- | ------- | ------- | ------- | ------------ | ------------ | ------------ | ------------ | ------------ | ------------ | ------ | ------ | ------ | ------ | ------ | ------ | --- |
| Serie B      | 54    | 19      | 14      | 4       | 1       | 26      | 4       | 19           | 6            | 10           | 3            | 21           | 15           | 38     | 20     | 14     | 4      | 47     | 19     | +28 |
| Coppa Italia |       | 3       | 2       | 1       | 0       | 3       | 1       | -            | -            | -            | -            | -            | -            | 3      | 2      | 1      | 0      | 3      | 1      | +2  |
| Totale       | -     | 22      | 16      | 5       | 1       | 29      | 5       | 19           | 6            | 10           | 3            | 21           | 15           | 41     | 22     | 15     | 4      | 50     | 20     | +30 |

### Statistiche dei giocatori[3]
| Giocatore      | Serie B  | Serie B | Coppa Italia | Coppa Italia | Totale   | Totale |
| Giocatore      | Presenze | Reti    | Presenze     | Reti         | Presenze | Reti   |
| -------------- | -------- | ------- | ------------ | ------------ | -------- | ------ |
| P. Battara     | 38       | -19     | 1            | 0            | 39       | -19    |
| E. Cristin     | 36       | 3       | 3            | 0            | 39       | 3      |
| G. Delfino     | 33       | 0       | 2            | 0            | 35       | 0      |
| E. Dordoni     | 35       | 0       | 3            | 0            | 38       | 0      |
| F. Francesconi | 38       | 20      | 3            | 1            | 41       | 21     |
| M. Frustalupi  | 38       | 1       | 2            | 0            | 40       | 1      |
| G. Garbarini   | 9        | 0       | 1            | 0            | 10       | 0      |
| G.P. Ghio      | 2        | 0       | -            | -            | 2        | 0      |
| E. Matteucci   | -        | -       | 2            | -1           | 2        | -1     |
| L. Monticolo   | -        | -       | 1            | 0            | 1        | 0      |
| F. Morini      | 31       | 0       | 2            | 0            | 33       | 0      |
| L. Rigato      | 4        | 1       | 1            | 1            | 5        | 2      |
| P. Sabatini    | 10       | 0       | 1            | 0            | 11       | 0      |
| G. Salvi       | 38       | 12      | 3            | 0            | 41       | 12     |
| M. Tentorio    | 38       | 4       | 3            | 1            | 41       | 5      |
| R. Vieri       | 32       | 5       | 2            | 0            | 34       | 5      |
| G. Vincenzi    | 36       | 0       | 3            | 0            | 39       | 0      |